# Vigia do Portinho
A Vigia do Portinho localizava-se na freguesia de Santa Cruz das Flores, no concelho de mesmo nome, na costa este da ilha das Flores, nos Açores.
Em posição dominante sobre este trecho do litoral, constituiu-se em uma simples vigia destinada à sua defesa contra os ataques de piratas e corsários, outrora frequentes nesta região do oceano Atlântico.

## História
O padre José António Camões, na primeira década do século XIX, referiu as defesas do Portinho:
"(…) passada a ponta do Furnal segue-se logo ao nordeste o porto da freguesia de Ponta Delgada. Há nele, ao pé do mar, uma fonte de água doce de que se serve uma grande parte dos moradores daquela freguesia. Tem o dito porto uma casinha e uma peça, tudo sem fortificação alguma, mas com uma rocha que o fortifica. Continuando para nordeste começa a grande baía de Ponta Delgada, cai ao mar uma ribeira chamada a Ribeira da Fazenda a um tiro de peça pouco mais ou menos, mas ainda dentro dos marcos da dita freguesia fica um porto chamado o Portinho, onde só com uma bonança podem descarregar os barcos. Tem uma casinha de guarda com uma peça. Por fora do tal portinho estão os dois ilhéus chamados os ilhéus do Portinho – continuando por o mesmo vento segue uma ponta chamada a Ponta do Ilhéu.".
Dela existe alçado e planta, com o título "Vigia do Portinho, N.º 7", de autoria do sargento-mor do Real Corpo de Engenheiros, José Rodrigo de Almeida (1822).
A estrutura não chegou até aos nossos dias.